# Mas de la Barberana
El Mas de la Barberana és una masia de Reus (Baix Camp) situada a la partida de Bellissens, entre la carretera de Bellissens i la riera del Molinet, al nord-est del Mas del Sol i a l'oest del Mas de Sostres.

## Descripció
El mas és una construcció de planta quadrangular i volum senzill, amb tres plantes d'alçada i la coberta amb una teulada a dues aigües, amagada per un acroteri o barana amb mur d'obra. L'edifici s'ha ampliat per la dreta, amb una construcció de dues plantes, amb coberta de terrat, accessible des de la planta tercera. Més cap a la dreta, hi ha dues ampliacions més annexades, una de dues plantes i l'altra de planta baixa. La façana principal s'ordena amb un fort eix de simetria central, que passa per la porta d'accés, el balcó amb barana i la finestra, de les plantes superiors, que es repeteixen idèntiques a dreta i esquerra del pany. L'annex repeteix una porta semblant, més ample, i una finestra a sobre. És un conjunt de creixement lineal. Pere Anguera diu que és un dels edificis del segle xix més grans conservats al terme i que té terrenys molt extensos.